# Cullison
Cullison — метеорит-хондрит масою 10000 грам.